# The Boys in the Boat
The Boys in the Boat (título en España; Remando como un solo hombre) es una película biográfica estadounidense de drama deportivo de 2023 coproducida y dirigida por George Clooney a partir de un guion de Mark L. Smith, basada en el libro de 2013 del mismo nombre de Daniel James Brown. La película está protagonizada por Callum Turner y Joel Edgerton.
The Boys in the Boat tuvo su estreno mundial en Los Ángeles el 11 de diciembre de 2023 y fue lanzado por Amazon MGM Studios Distribution en los Estados Unidos el 25 de diciembre de 2023 con reseñas mixtas de los críticos.

## Sinopsis
La novela de no ficción describe al equipo de la Universidad de Washington que representó a los Estados Unidos en el grupo de ocho en los Juegos Olímpicos de Verano de 1936 en Berlín, incluidos los entrenadores, el constructor de barcos George Pocock y los estudiantes atletas de clase trabajadora involucrados, especialmente el remero Joe Rantz quien fue efectivamente abandonado a su suerte por su familia a una edad temprana.

## Reparto
| Actor                | Personaje        | Ref. |
| -------------------- | ---------------- | ---- |
| Callum Turner        | Joe Rantz        | Ref. |
| Joel Edgerton        | Al Ulbrickson    | Ref. |
| Jack Mulhern         | Don Hume         | Ref. |
| Sam Strike           | Roger Morris     | Ref. |
| Alec Newman          | Harry Rantz      | Ref. |
| Peter Guinness       | George Pocock    | Ref. |
| Luke Slattery        | Bobby Moch       | Ref. |
| Thomas Elms          | Chuck Day        | Ref. |
| Tom Varey            | Johnny White     | Ref. |
| Bruce Herbelin-Earle | Shorty Hunt      | Ref. |
| Wil Cobán            | Jim McMillin     | Ref. |
| Hadley Robinson      | Joyce Simdars    | Ref. |
| Courtney Henggeler   | Hazel Ulbrickson | Ref. |
| James Wolk           | Thomas Bolles    | Ref. |
| Chris Diamantopoulos | Royal Brougham   | Ref. |

## Producción
En marzo de 2011, The Weinstein Company adquirió de forma preventiva los derechos de adaptación cinematográfica del libro de Daniel James Brown con Kenneth Branagh como director y Donna Gigliotti y Judy Hofflund como productores. En octubre de 2018, Lantern Entertainment, que adquirió los activos de The Weinstein Company, contrató a Metro-Goldwyn-Mayer Pictures para distribuir la película en todo el mundo. En marzo de 2020, se anunció que George Clooney dirigiría y produciría con Grant Heslov y Mark L. Smith escribiría el guion.
En noviembre de 2021, se anunció que Callum Turner interpretaría a Joe Rantz. En febrero de 2022, se anunció un reparto adicional, con Joel Edgerton y Hadley Robinson entre las incorporaciones. Courtney Henggeler y James Wolk se unirían en marzo, y Chris Diamantopoulos se uniría en abril.
El rodaje comenzó en marzo de 2022 y debía tener lugar en Winnersh Film Studios en Berkshire, así como en Los Ángeles y Berlín. Los Juegos Olímpicos de Berlín 1936 y las escenas alrededor del cobertizo para botes de la Universidad de Washington se filmaron en los lagos Cleveland en el parque acuático Cotswold cerca de Swindon (Reino Unido), con escenas adicionales filmadas en el Molesey Boat Club. Miembros de varios clubes náuticos de la zona, como St Hugh's Boat Club, Merton College Boat Club y Oriel College Boat Club de la Universidad de Oxford, fueron reclutados como remeros para varios equipos nacionales en los Juegos Olímpicos.

## Estreno
The Boys in the Boat se proyectó por primera vez en el SIFF Cinema Downtown reabierto en Seattle el 7 de diciembre de 2023. A la proyección asistieron varios estudiantes de Sequim, Washington, de donde era Joe Rantz. A esto le siguió el estreno mundial oficial de la película en el Teatro Samuel Goldwyn de Los Ángeles el 11 de diciembre de 2023.
Fue estrenada por Amazon MGM Studios el 25 de diciembre de 2023.

## Recepción
The Boys in the Boat recibió reseñas generalmente mixtas de parte de la crítica y de la audiencia. En el sitio web agregador de reseñas Rotten Tomatoes, la película posee una aprobación de 57%, basada en 115 reseñas, con una calificación de 5.9/10 y un consenso crítico que dice "The Boys in the Boat cuenta su inspiradora historia real con corazón y sólida artesanía, pero el enfoque imperturbablemente tradicional del director George Clooney le impide dejar un gran impacto". De parte de la audiencia tiene una aprobación de 95%, basada en más de 1000 votos, con una calificación de 4.6/5.
El sitio web Metacritic le dio a la película una puntuación de 52 de 100, basada en 21 reseñas, indicando "reseñas mixtas o promedio". Las audiencias encuestadas por CinemaScore le otorgaron a la película una "A" en una escala de A+ a F, mientras que en el sitio IMDb los usuarios le asignaron una calificación de 7.3/10, sobre la base de más de más de 2000 votos.